# 笹ヶ峰ダム
笹ヶ峰ダム（ささがみねダム、笹ヶ峯ダム）は、新潟県妙高市、関川水系関川に建設されたダム。高さ48.6メートルのロックフィルダムで、下流に広がる農地へのかんがい用水の確保と水力発電を目的としている。ダム湖の名は乙見湖（おとみこ）という。

## 歴史
新潟県西部、上越地方に広がる高田平野、別名頸城（くびき）平野は、米の産地として有名である。高田平野を流れ日本海に注ぐ関川の源流部に建設された笹ヶ峰ダムに貯えられた水は、水田を多く占める農地7,000ヘクタール余りを潤すとともに、流下する途中の水力発電所において発生した電力を上越地方に供給している。
笹ヶ峰ダムの歴史は1928年（昭和3年）、関川で水力発電所の開発を行っていた中央電気と信濃電気という電力会社2社が共同で所有する貯水池を建設するにあたり、利用方法など契約を締結したところから始まる。1929年（昭和4年）に完成したこの笹ヶ峰貯水池は雪解け水を豊富に貯えておくことで、渇水期においても安定して発電所の運転ができるようにした。笹ヶ峰貯水池のさらに上流に第二笹ヶ峰貯水池を新たに建設する計画があったが、日本発送電の管轄に置かれて以降の1947年（昭和22年）、地質上の問題から断念している。
戦後、笹ヶ峰貯水池をかんがい用水確保のため再開発する契機となったのが、1951年（昭和26年）に高田平野を襲った水不足である。高田平野の関係市町村長や各土地改良区理事長らは笹ヶ峰ダム促進期成同盟会を組織し、ダム建設による農業用水の安定確保を要望。事業が採決されたのは1965年（昭和40年）のことで、当時の新潟県知事塚田十一郎の助力もあったという。事業は国営関川農業水利事業として進められることになり、農業専用ダムとして計画された笹ヶ峰ダムは農林省（現・農林水産省）直轄ダムとして1968年（昭和43年）に着工。工事費70億円を投じ、1979年（昭和54年）10月12日に完成した。水没した旧笹ヶ峰貯水池や関川流域の水力発電所の管理を継承した東北電力は、既得水利権を主張し笹ヶ峰ダム所有権の一部を取得した。その後ダムの管理は新潟県上越地域振興局へ移管された。
その後の地質調査結果から、ダム周辺は堅固な基礎岩盤上にまだ固結していない堆積物が積み重なっている状態であることがわかった。この軟弱部に地下水が作用することでダムの安全性が損なわれる危険があることから、農林水産省は地すべり防止工事を1990年（平成2年）より開始。総事業費104億円を投じ、2005年（平成17年）に完了した。

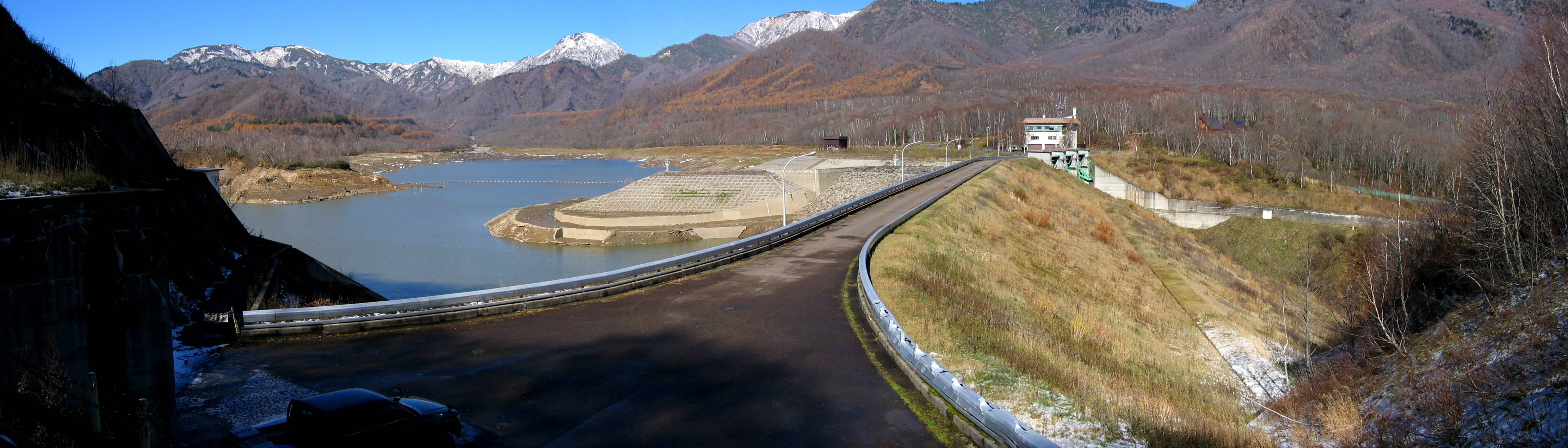
笹ヶ峰ダム・乙見湖 大パノラマ

## 周辺
| （旧）笹ヶ峰ダム                          |                          |                          |
| 再開発中の笹ヶ峰ダム 左に旧ダムが見える。 |                          |                          |
| 所在地                                    |                          |                          |
| 新潟県中頸城郡杉ノ沢村字西野3180番地      |                          |                          |
| 河川                                      | 関川水系関川             | 関川水系関川             |
| ダム湖                                    | 笹ヶ峰貯水池             | 笹ヶ峰貯水池             |
| 形式                                      | 重力式 コンクリート ダム | 重力式 コンクリート ダム |
| ダム諸元                                  |                          |                          |
| 堤高                                      | 22.7 m                   | 22.7 m                   |
| 総貯水容量                                | 61,300,000 立方尺        | 61,300,000 立方尺        |
| 有効貯水容量                              | 60,480,000 立方尺        | 60,480,000 立方尺        |
| 湛水面積                                  | 7,500 坪                 | 7,500 坪                 |
| 利用目的                                  | 発電                     | 発電                     |
| 事業主体                                  | 中央電気 信濃電気        | 中央電気 信濃電気        |
| 発電所名 （認可出力）                     | 西野発電所 (3,000kW)     | 西野発電所 (3,000kW)     |
| 施工業者                                  | 飛島組                   | 飛島組                   |
| 着工年/竣工年                             | 1929年/1929年            | 1929年/1929年            |
| 備考                                      | 現笹ヶ峰ダムに没         | 現笹ヶ峰ダムに没         |

笹ヶ峰ダムは妙高高原の奥部、関川の源流部に建設された。周辺は雪深く、多くのスキー場が整備され一大リゾート地となっている。現在では高速道路が敷かれアクセスもよい。周辺は上信越高原国立公園に指定されている。
上信越自動車道妙高高原インターチェンジから国道18号妙高野尻バイパスを南下、すぐ「杉野沢入口」交差点を右折し新潟県道39号妙高高原公園線を進む。道路は妙高杉ノ原スキー場あたりから急坂となり、路端にはササが多く見られるようになる。笹ヶ峰牧場を過ぎたところで道が分かれており、笹ヶ峰ダムへの道しるべに従って進めばまもなく駐車場に到着する。太い流木で作った門をくぐり、階段を下りるとダム管理事務所のある笹ヶ峰ダム左岸に出る。堤頂は歩道になっており、湖のむこうにそびえる妙高の山々が展望できる。

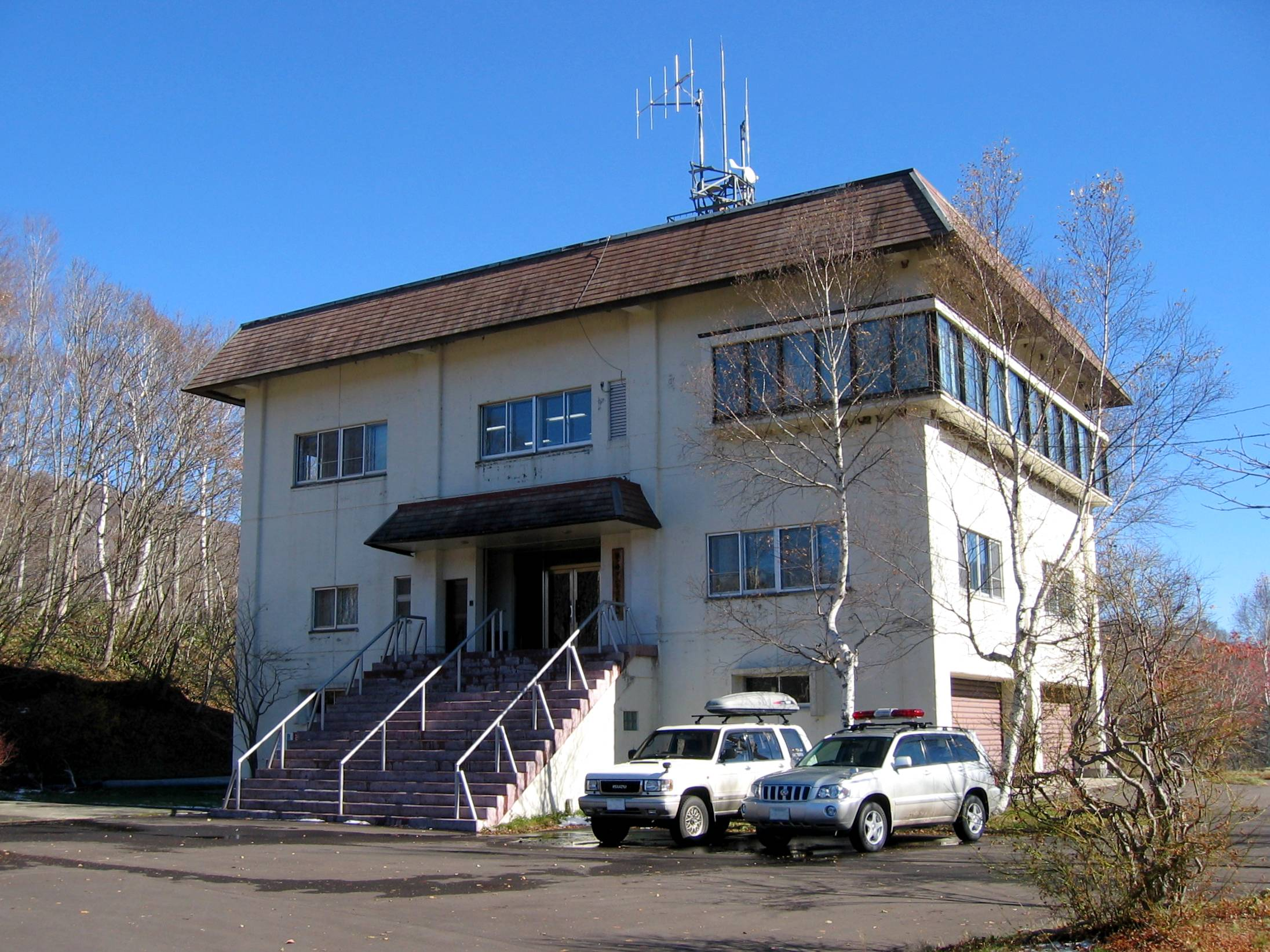
ダム管理事務所
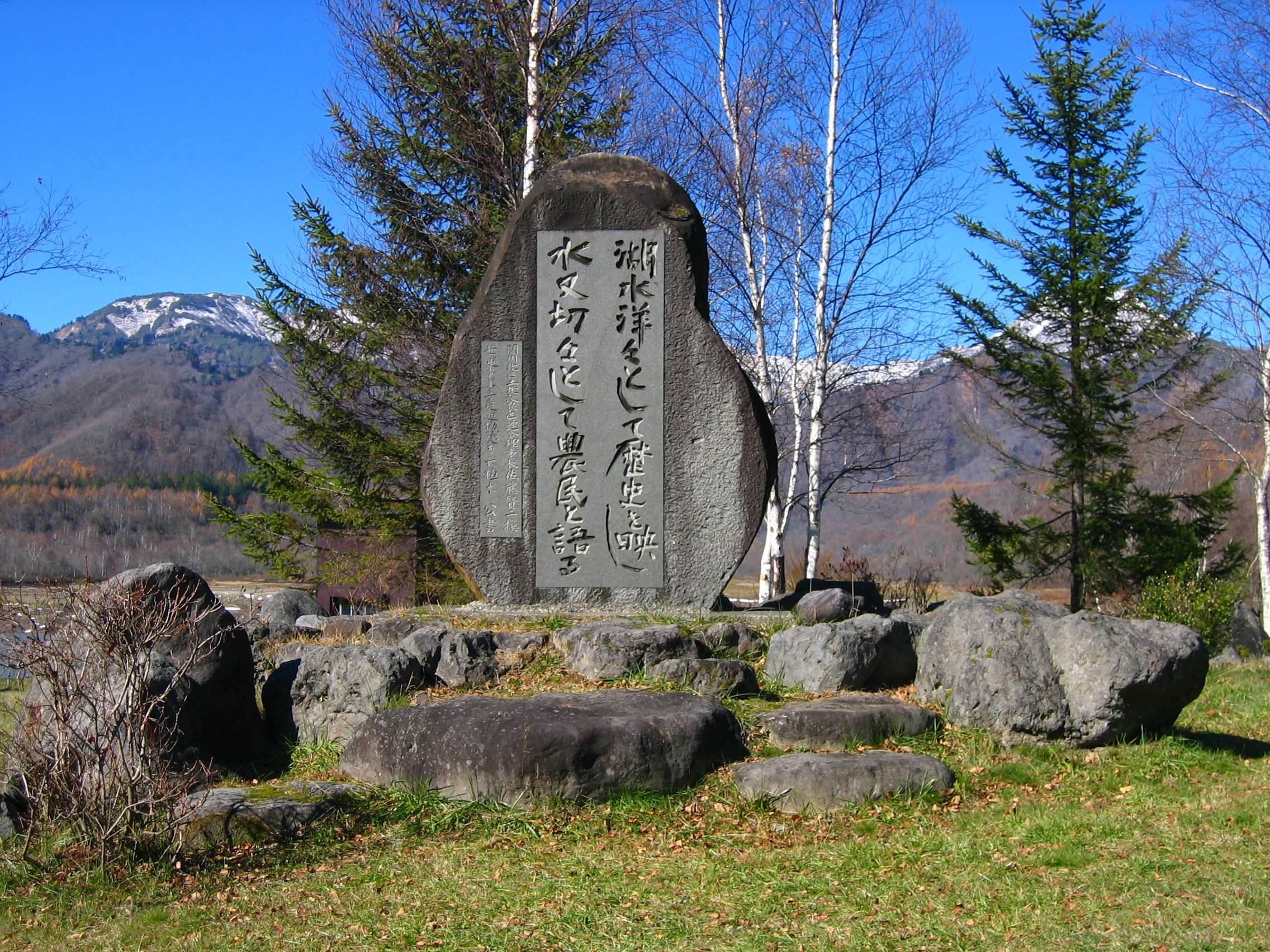
記念碑 裏面に沿革が刻まれている。風化が進んでおり目を凝らさなければ読めない。